# Evangelische Kirche (Wilthen)

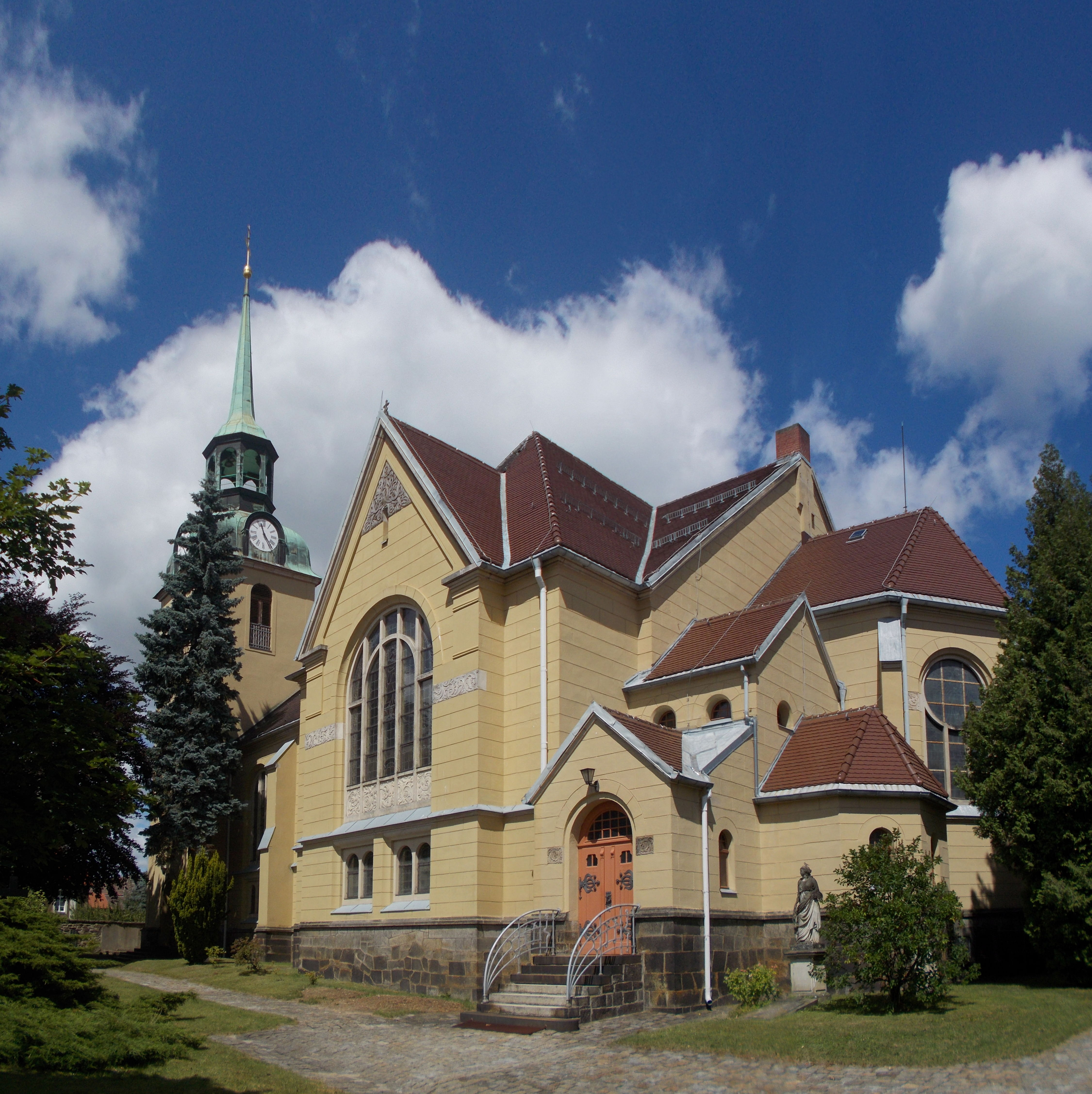
Evangelische Kirche Wilthen

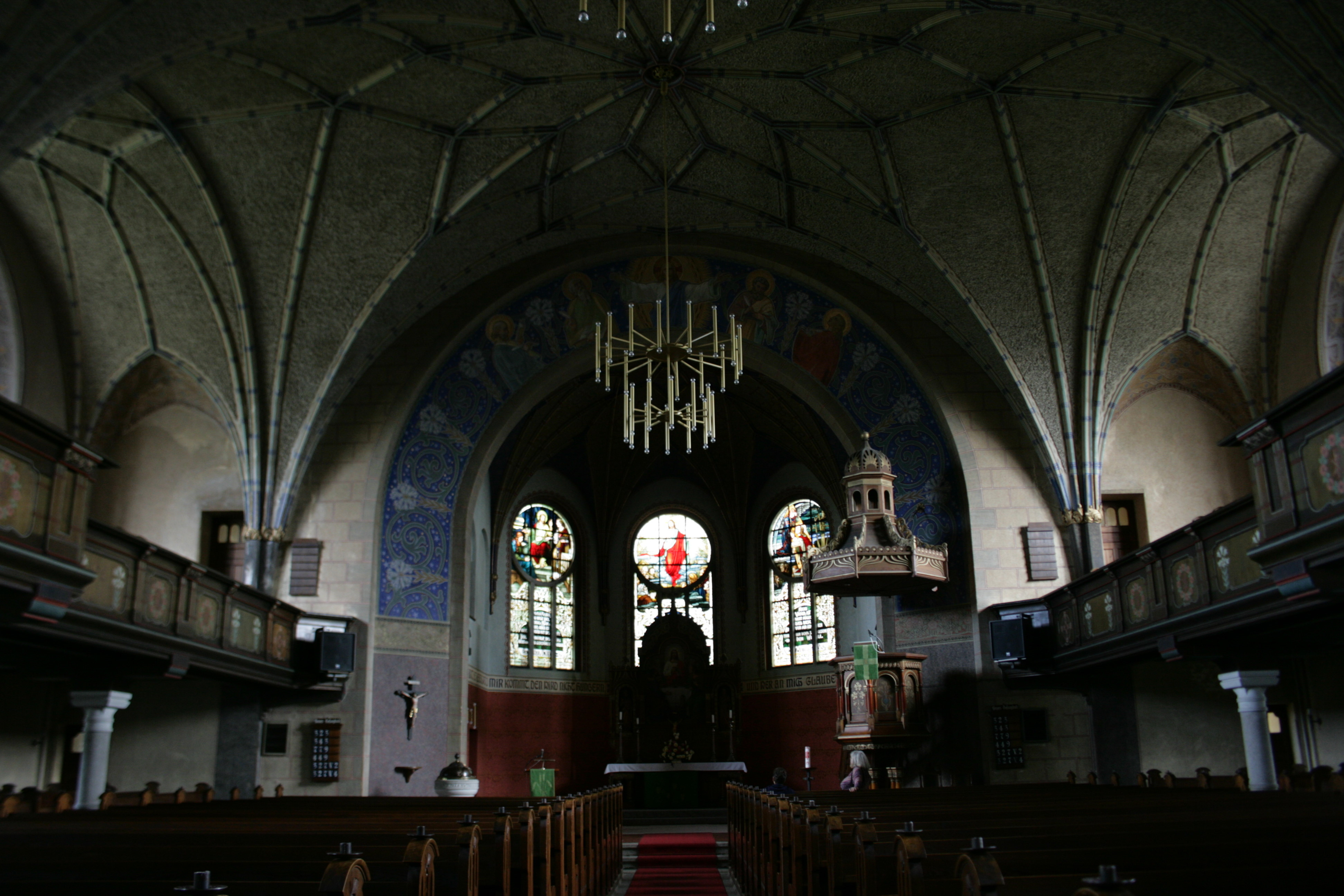
Innenraum

Die evangelische Kirche ist ein Kirchenbauwerk in Wilthen, einer Stadt im sächsischen Landkreis Bautzen in der Oberlausitz.

## Geschichte
Die Wilthener Pfarrkirche ist erstmals für das Jahr 1222 erwähnt, 1415 erfolgte die Weihe eines Altars zu Ehren der hl. Barbara, 1512 erhielt der Kirchturm seine Glocke. In den Jahren 1703 bis 1706 erfolgte ein Kirchenneubau, von dem der Westturm erhalten ist. Auf Initiative des vorletzten sorbischsprachigen Pfarrers der Gemeinde, Karl Martin Rentsch (Korla Měrćin Renč), erfuhr die Kirche in den Jahren 1901 bis 1902 einen von dem Leipziger Architekten Julius Zeißig entworfenen Neubau.

## Architektur
Der erhöht auf einer Anhöhe stehende Kirchenbau wurde unter Einbeziehung eines Turmes des barocken Vorgängerbaus als strebepfeilerbesetzte Saalkirche mit Querhaus und polygonaler Apsis errichtet. Die Maßwerkfenster sind unter Verzicht auf historistisches Detail abstrahiert, der mit Emporen ausgestattete Kirchenraum von Sterngewölbten überspannt. Die von der Anstalt für Glasmalerei von Bruno Urban in Dresden (später Urban & Goller) geschaffene Farbverglasung zeigt in den Chorfenstern Christus bei Maria und Martha, Christus am Ölberg und Christi Himmelfahrt, in den beiden Querhausfenstern Moses und die hl. Barbara.

## Orgel

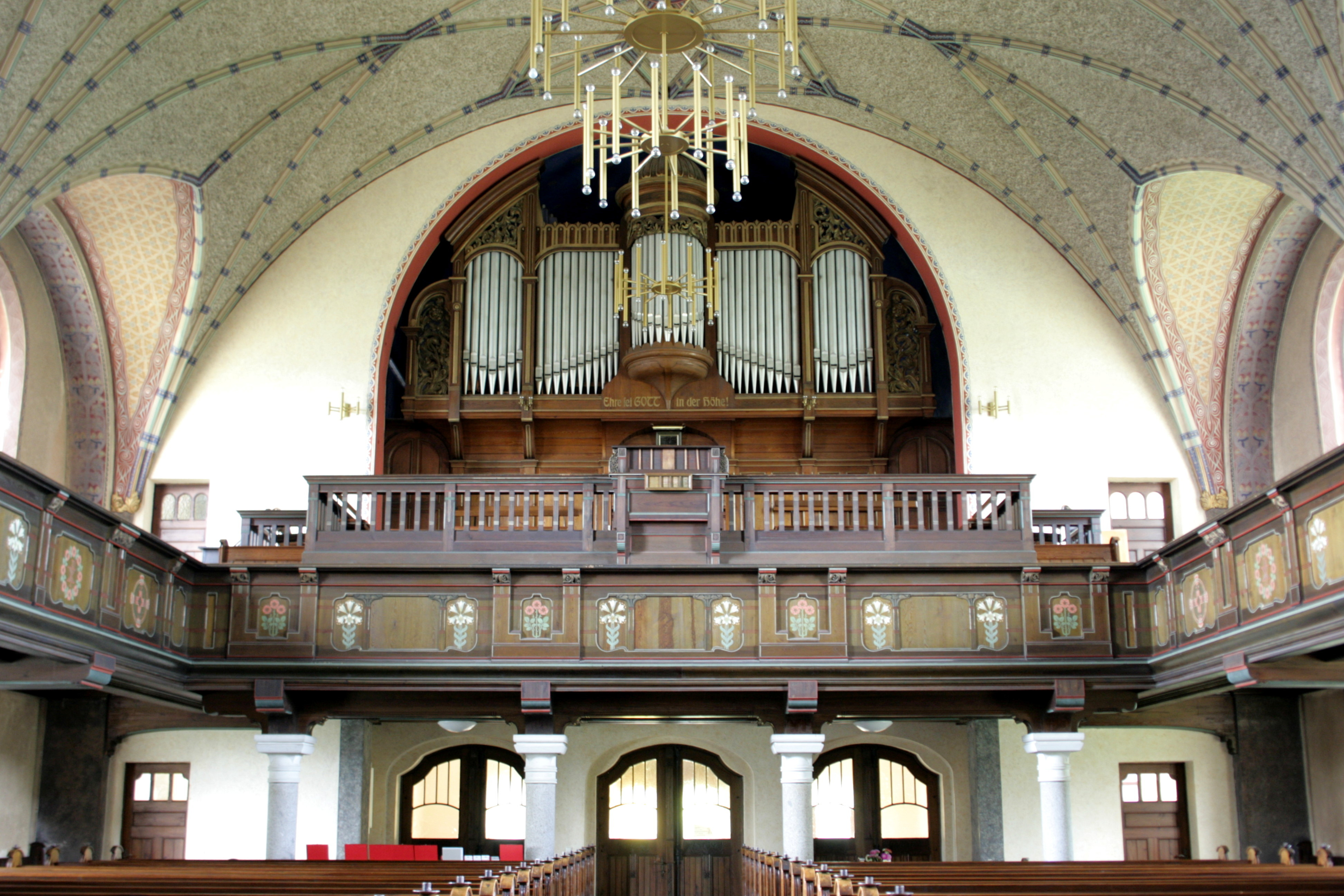
Orgel

1601 erhielt die Wilthener Kirche erstmals eine Orgel von Georg Loose aus Bautzen. Die Orgel besaß acht vollstimmige Register, dazu Zimbelsterne, eine dreifache Mixtur, Vogelgesang und Tremulant. 1826 baute Friedrich Wilhelm Trampeli  aus Adorf eine neue Orgel mit 25 Registern. Bei ihrer Fertigstellung 1902 schließlich erhielt die Kirche eine zweimanualige Orgel mit 35 Registern der Orgelbaufirma Hermann Eule in Bautzen.